# Inge Garstedt
Inge Margareta Garstedt, född 1947, är en svensk politiker (moderat), som var ordinarie riksdagsledamot 2006–2010 (även ersättare 1991), invald för Malmö kommuns valkrets.

## Biografi
Garstedt, som är jur. kand.,  blev ersättare i Malmö kommunfullmäktige 1973 och ordinarie ledamot 1976. Hon var vice ordförande i skolstyrelsen 1980–1985 och ordförande där 1986–1988 och 1992–1994. Hon var även kommunalråd för undervisnings- och kulturroteln 1986–1988 och för undervisnings- och fritidsroteln 1991–1994.

### Riksdagsledamot
Efter riksdagsvalet 1991 var Garstedt ersättare i riksdagen under drygt en månads tid. Under den perioden var hon suppleant i socialförsäkringsutskottet. Hon var ordinarie riksdagsledamot 2006–2010. Under denna period i riksdagen var hon ledamot i justitieutskottet 2006–2010 samt suppleant i utbildningsutskottet och riksdagens överklagandenämnd.